# Joaquim Sampaio
Joaquim Ramalho Silva Pereira Sampaio (ur. 30 sierpnia 1914, zm. ?) – portugalski strzelec, olimpijczyk.
Wystąpił na Letnich Igrzyskach Olimpijskich 1952 w dwóch konkurencjach. Zajął 37. miejsce w karabinie małokalibrowym w trzech postawach z 50 m i 55. pozycję w karabinie małokalibrowym leżąc z 50 m (startowało odpowiednio 44 i 58 strzelców).
W 1964 roku zdobył brązowy medal mistrzostw Portugalii w pistolecie dowolnym.

## Wyniki

### Igrzyska olimpijskie
| Igrzyska      | Konkurencja                               | Wynik                   | Miejsce | Źródło |
| ------------- | ----------------------------------------- | ----------------------- | ------- | ------ |
| Helsinki 1952 | Karabin małokalibrowy leżąc, 50 m         | 381 pkt. (98–95–93–95)  | 55      | [ 1 ]  |
| Helsinki 1952 | Karabin małokalibrowy, trzy postawy, 50 m | 1095 pkt. (381–365–349) | 37      | [ 2 ]  |